# Communauté rurale de Niaguis
La Communauté rurale de Niaguis (CR) est une communauté rurale du Sénégal, située en Casamance, autour de Ziguinchor.

## Administration
La CR de Niaguis fait partie de l'arrondissement de Niaguis, rattaché au département de Ziguinchor, une subdivision de la région de Ziguinchor,.
Son chef-lieu est Niaguis.
La CR comprend les villages suivants :
- Baraf
- Boucotte Mancagne
- Boulome
- Boutoute
- Djibélor
- Djifanghor
- Fanda
- Gouraf
- Mandina Mancagne
- Mandina Manjaque
- Niaguis
- Sône
- Soucouta

## Population
Lors du dernier recensement, la CR comptait 7 895 personnes et 1 099 ménages.